# Oléron (kaas)
De Oléron is een Franse kaas die uitsluitend gemaakt wordt op het eiland Oléron in de Charente-Maritime. De kaas staat ook bekend onder de namen Brebis d'Oléron en Jonchée d'Oléron.
De Oléron wordt gemaakt van schapenmelk. De Oléron is een verse kaas, dat wil zeggen dat de kaas gelijk na stremmen en zouten gereed is voor consumptie. De kaas is dus niet in een vorm gedaan en kan in allerlei vormen en gewichten voorkomen. Het is een puur witte kaas, met een zachte, romige smaak.
De kaas kan alleen vergeleken worden met andere verse schapenkazen, zoals de Caillado du Rouergue.